# 鐵炮百合
鐵砲百合，又名麝香百合、复活节百合（英語：Easter lily）、喇叭百合（英語：trumpet lily），是百合科百合属多年生草本植物，原產臺灣和琉球群島，世界各地廣泛栽培。

## 分類
鐵砲百合與其他喇叭型百合如台灣百合、呂宋百合、喜馬拉雅百合親緣關係很近。
鐵砲百合有以下兩個變種：
- 糙莖百合：也叫台灣鐵砲百合、糙莖麝香百合、粗莖麝香百合，原產台灣東部及北部海邊。鱗莖球形至倒卵形，直徑4-6釐米，鱗片淺黃色或白色。莖直立或斜升，高40-120釐米，被糙毛，綠色，基部為淡紅色。葉散生，披針形至鐮刀狀披針形，長15-25釐米，寬1-2.5釐米，先端急尖，基部抱莖，全緣，紙質，兩面無毛。花單生或數朵，芳香，純白，筒外略帶綠色，喇叭形，水平或下垂，長12-17釐米，直徑5-7釐米；花梗長2.5-6釐米，無毛；苞片披針形，長3-5釐米，先端急尖；外輪花被片倒披針形，寬2.5-3釐米；內輪花被片較外輪稍寬，寬3.5-4.5釐米，先端鈍；蜜腺兩邊無乳頭狀突起；花絲長7-9釐米，無毛；花藥圓柱形，長2-3釐米；子房長圓柱形，長2.5-4釐米，無毛；花柱長7-9釐米，柱頭3裂。蒴果圓柱形，長3-5釐米，寬2.5-3.5釐米。花期5-7月。
- 鐵砲百合：原產琉球群島。

## 雜交種
日本園藝專家將鐵砲百合與台灣百合雜交，培育出白雪百合，也叫新鐵砲百合。
台灣野生的糙莖百合與台灣百合在自然狀態下雜交，形成了石門百合。

## 鐵砲百合傳播歷史
美國是鐵砲百合最大的生產國，主要作為復活節的節慶主題花，故又稱為復活節百合。基督教傳說中提到：耶穌被釘死後，白色的百合在客西馬尼園湧現，耶穌在最後時刻所遭受的痛苦煎熬滴在地上的每一滴汗都化做白色的百合。傳統上，基督徒在復活節時會環繞聖壇及十字架擺放復活節百合，以紀念耶穌復活。不過，聖經中提到的百合可能是原產於中東的聖母百合（Lilium candidum）或路邊普通的野花。原產於日本的百合成為現在美國節慶的復活節百合另有一段曲折的歷史。
鐵砲百合原產於遠東的琉球與台灣，1777年被旅日瑞典植物學家卡爾·佩特·屯貝里（Carl Peter Thunberg）所記錄，1819年其球莖被帶到英格蘭，1853年又被傳教士和水手帶到適合其生長的英屬百慕達。1880年代，Thomas Sargent小姐將一批種球從百慕達帶回費城，並大受歡迎，迅速成為復活節的節慶主題花。19世紀末，百慕達曾為復活節百合輸入美國的主要生產地。然而在1898年，一種病毒完全毀滅了百慕達的百合產業。日本取而代之成為復活節百合的主要生產國，每年曾外銷三千萬種球至美國，直到1941年日本攻擊珍珠港而中斷。1919年，一戰退伍老兵Louis Houghton買了一箱種球到奧勒崗州，從此復活節百合在美國落地生根。二戰爆發後，百合種球的價格奇高，吸引投機客瘋狂炒作，二戰結束時，從溫哥華到加州長灘的整個太平洋西岸，約有1200家廠商在種植百合。時至今日只剩約十家廠商仍在生產復活節百合，集中在美國奧勒崗州與加利福尼亞州邊界的海岸地區，這裡生產美國市場上約95%的復活節百合。